# Lodomeria
Lodomeria (în limba maghiară: Lodoméria) este numele latinizat al regiunii Volodimir-Volinski (Volînia), un cnezat medieval, parte a Halici-Volînia în secolele al XIII-lea și al XIV-lea. Numele „Lodomeria” a fost folosit predilect în cancelariile maghiare în locul celui de Galiției, numele latin al Haliciului.
Lodomeria a fost începând cu secolul al XIV-lea parte a Regatului Ungariei. După anul 1772, Lodomeria a făcut în mod oficial din Regatul Galiției și Lodomeriei, teritoriu dependent de Imperiul Austriac, imperiu numit oficial Austro-Ungar după 1867.